# Duékoué
Duékoué es un departamento de la región de Guémon, Costa de Marfil. En mayo de 2014 tenía una población censada de 408 148 habitantes.
Se encuentra ubicado al oeste del país, cerca del río Sassandra y de la frontera con Liberia.